# Enrique Rangel Arroyo
Enrique Rangel Arroyo (Ciudad de México, 20 de diciembre de 1969) es bajista y contrabajista mexicano, miembro de la banda de rock alternativo Café Tacvba.

## Trayectoria
Cuando inició Café Tacuba, fue él quien trajo a Emmanuel del Real a unirse a la banda como tecladista. Aunque al principio no era aficionado a la música, la influencia de su hermano Josélo hizo que empezase a aprender guitarra, haciéndolo únicamente con la guía de la Guitarra Fácil. Con el tiempo dejó la carrera de diseñador para dedicarse de lleno a Café Tacvba, donde inicialmente tocaba el contrabajo por su fusión de música moderna con música tradicional mexicana, para luego pasar al bajo cuando cambiaron a un sonido más eléctrico. Posteriormente participaría en proyectos musicales con otros grupos, además de comenzar a diseñar portadas y libros para los discos de otros músicos.
Al igual que Emmanuel, ha producido algunos temas para discos de otras bandas.
Además de bajo y contrabajo, Quique toca guitarra, jarana, tololoche e incluso Charango. 
Hace coros y en algunas ocasiones ha fungido de voz principal en Café Tacvba. En Yo soy, canta la breve canción "Esperando". En Sino hace lo propio en "Y es que..." y posteriormente en el disco Jei Beibi canta "Futuro", el primer single de aquel álbum.
También es integrante de Los Odio!, un proyecto con integrantes de Moderatto, Fobia y Molotov, en donde interpreta diversos instrumentos.
Está casado con la actriz Irene Azuela, con quien tiene una hija.
- Datos: Q5798853
- Multimedia: Quique Rangel / Q5798853